# Benito Rigoni
Benito Rigoni (ur. 11 kwietnia 1936 w Asiago, zm. 23 grudnia 2021 w Dueville) – włoski bobsleista. Brązowy medalista olimpijski z Innsbrucku.

## Kariera sportowa
Zawody w 1964 były jego jedynymi igrzyskami olimpijskimi. Zajął trzecie miejsce w czwórkach, w osadzie Eugenio Montiego.